# Чорний Цезар (фільм)
Чорний Цезар (англ. «Black Caesar», у Великі Британії відомий як «Godfather of Harlem») — кримінальна драма у піджанрі блесплуатейшн сценариста та режисера Ларрі Коена. В головних ролях Фред Вільямсон, Глорія Хендрі та Джуліус Гарріс. «Чорний Цезар» це римейк стрічки 1931 року «Маленький Цезар». Продовження під назвою «Чортівня у Гарлемі» було випущено наприкінці 1973 року.

## Сюжет
Томмі Гіббс (Фред Вільямсон) — афроамериканець, який виріс у Гарлемі, Нью-Йорк. У дитинстві він постраждав від жорстокого нападу поліцейського МакКінні (Арт Лунд). Інцидент призвів до того, що Томмі обрав долю злочинця. Ставши дорослим, він приєднується до нью-йоркської мафії та стає керівником чорного злочинного синдикату у Гарлемі. Томмі веде війну з італійською мафію у Нью-Йорку, та починає створювати власну кримінальну імперію. Томмі веде довідник про всі свої справи, використовуючи їх важелі у перемовинах зі своїми діловими партнерами, включаючи МакКінні…

## У ролях
- Фред Вільямсон — Томмі Гіббс
- Глорія Хендрі — Хелен Бредлі
- Арт Лунд — МакКінні
- Д'Арвілл Мартін — преподобний Руфус
- Джуліус Гарріс — містер Гіббс
- Мінні Джентрі — мама Гіббс
- Філіп Рой — Джо Вашингтон
- Вільям Велман-мл. — Альфред Коулман
- Джеймс Діксон — Брайант
- Вал Евери — Кардоса
- Патрік Макаллістер — Гроссфілд
- Дон Педро Коллі — Кроудедді
- Мірна Хансен - Віргінія Коулман
- Омер Джефрі — Томмі (хлопчик)
- Майкл Джефрі — Джо (хлопчик)

## Виробництво
Більша частина фільму була знята в Нью-Йорку, хоча деякі інтер'єри були зняті в Лос-Анджелесі.
Ларрі Коен розповідав про Фреда Вільямсона: «Фред був гарним чоловіком, та чудово виглядав в одязі та капелюсі, які я надягнув на нього. Він був схожий на „хрещеного батька“ Гарлема „.

## Критика
Перша монтажна версія фільму закінчувалась тим, що Томмі Гіббса грабувала та вбивала чорна вулична банда, але ця сцена була вилучена із фінальної версії. Вона була включена лише у європейський версії, та пізніше у домашньому відеорелізі. Зараз прийнято вважати це офіційним закінченням фільму.
У 2001 році фільм було випущено на DVD з коментарями режисера Ларрі Коена. У 2010 році фільм був випущений у форматі High Definition (1080i) та транслювався на MGM HD . У 2015 році Olive Films випустив фільм на Blu-ray .
У 2009 році Empire поставили його на 18-ту сходинку в опитуванні “20 визначних гангстерських фільмів, які ти (мабуть) ніколи не бачив».